# Edykt
Edykt (łac. edictum) – opublikowane zarządzenie lub obwieszczenie, wydawane przez rzymskich urzędników w ramach przysługującego im imperium, ważne przez cały rok urzędowy lub krótszy, z góry określony czas. W węższym znaczeniu sam przepis prawny zawarty w takim akcie.
Szczególne znaczenie miały tego rodzaju rozporządzenia wydawane przed objęciem urzędowania, w których zawarty był program działalności danego urzędnika. Duże znaczenie dla tworzenia rzymskiego prawa prywatnego miały edykty urzędników jurysdykcyjnych, do których zaliczano pretorów oraz urzędników sprawujących nadzór nad targowiskami (aediles curules). Ogłaszali oni przed objęciem urzędu, na białej tablicy (album) program swojej działalności w okresie rocznej kadencji. W tym dokumencie zawierano informację, jak dany urzędnik chce korzystać z powierzonej mu, na okres jednego roku, władzy. Pretorzy oraz inni urzędnicy wydając edykt nie byli związani postanowieniami zawartymi w edyktach ich poprzedników. Wykształciła się jednak niepisana zasada, że pretor przejmował z edyktu swego poprzednika wszystkie przepisy sprawdzające się w praktyce, stanowiły one trzon edyktu zwany edyktem przenoszonym (edictum tralaticum). 
Edykt pretora zawierał zbiór zasad tyczących się zakresu działania tego urzędnika i postępowania przed jego urzędem, przedstawiał szczególne przypadki udzielania przez pretora ochrony przez udzielanie powództwa, określał sposoby egzekwowania orzeczeń sądowych oraz środków ochrony pozaprocesowej, których mógł udzielać pretor.
Prawo tworzone przez edykty urzędników było nowszą w porównaniu z ius civile oraz elastyczniejszą i bardziej dostosowaną do zmieniających się warunków społecznych i gospodarczych warstwą prawa rzymskiego. 
Około roku 130 n.e., z polecenia cesarza Hadriana, rzymski prawnik Julian, dokonał jednolitej redakcji edyktu pretora i edyla kurulnego, znanej jako tzw. edykt wieczysty (edictum perpetuum). Miał on obowiązywać na czas nieokreślony. Od tego wydarzenia znacznie zmalała prawotwórcza rola urzędników, na korzyść cesarza.